# Dactylorhiza incarnata

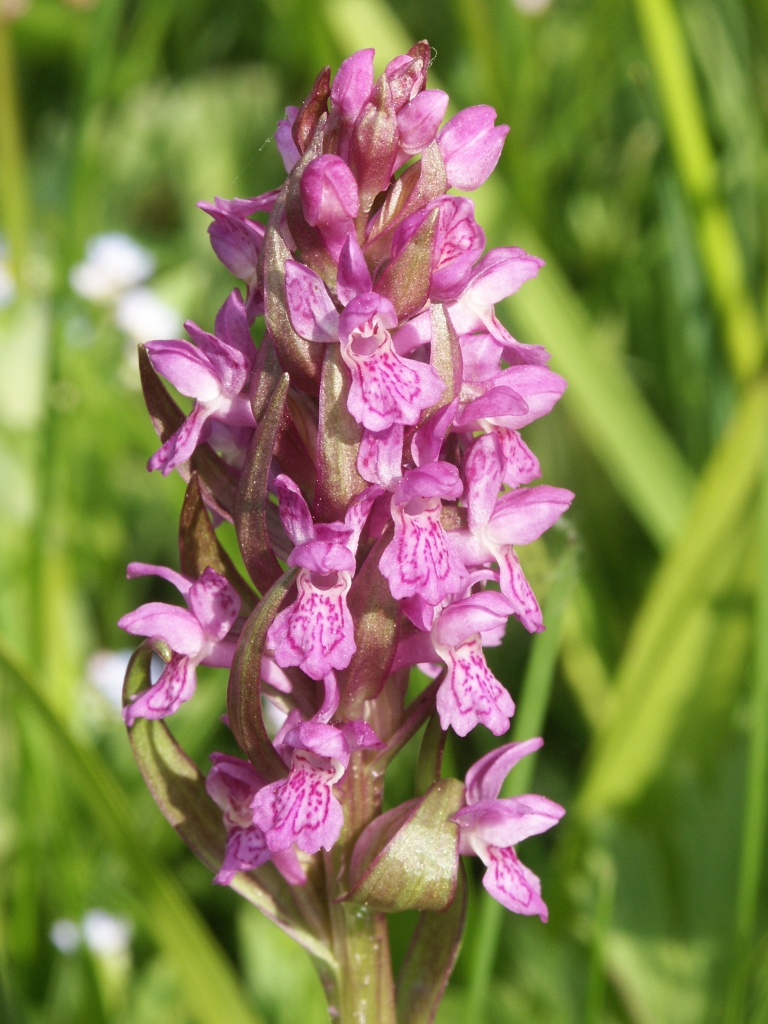
Dactylorhiza incarnata
infiorescenza

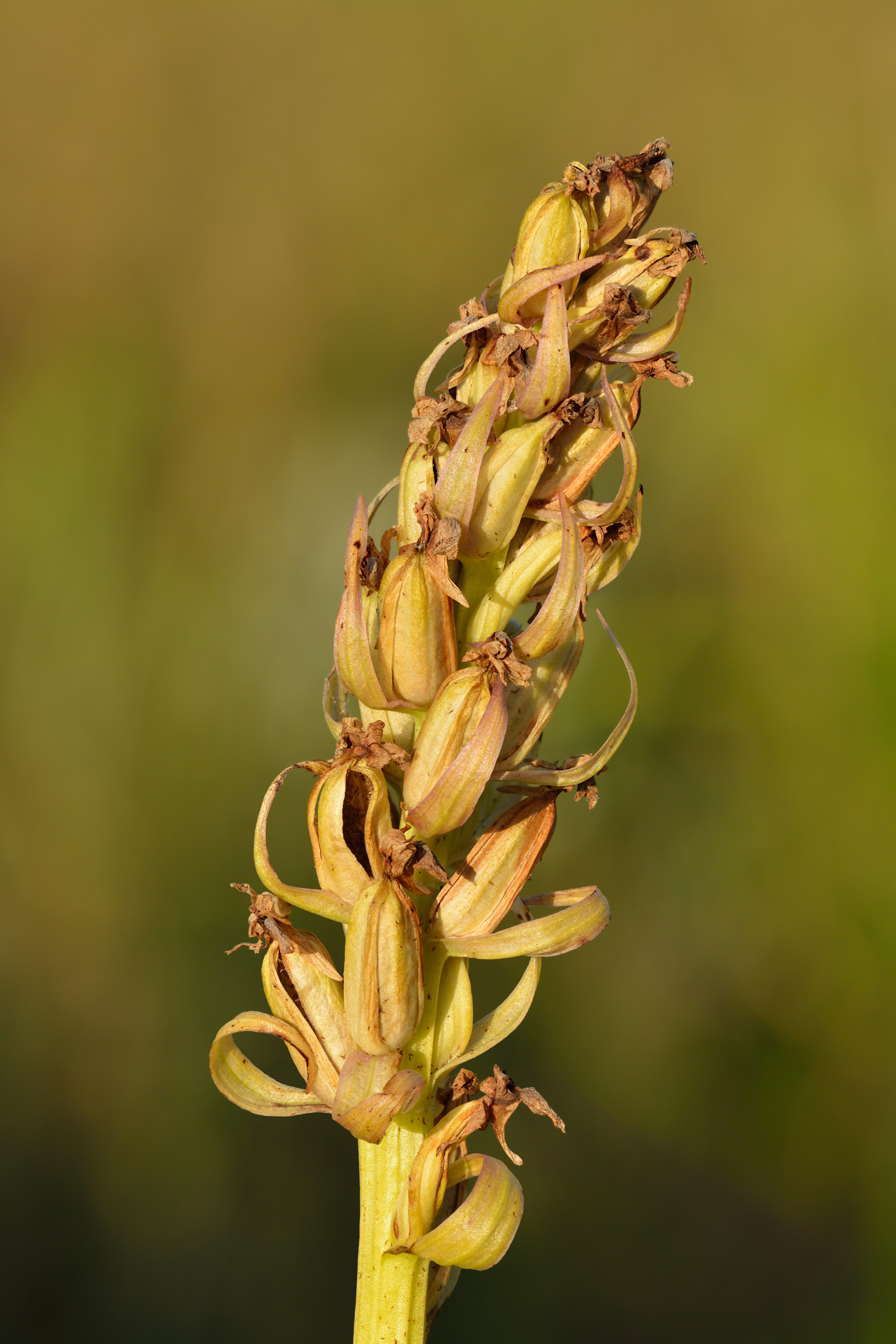
Infrutescencia

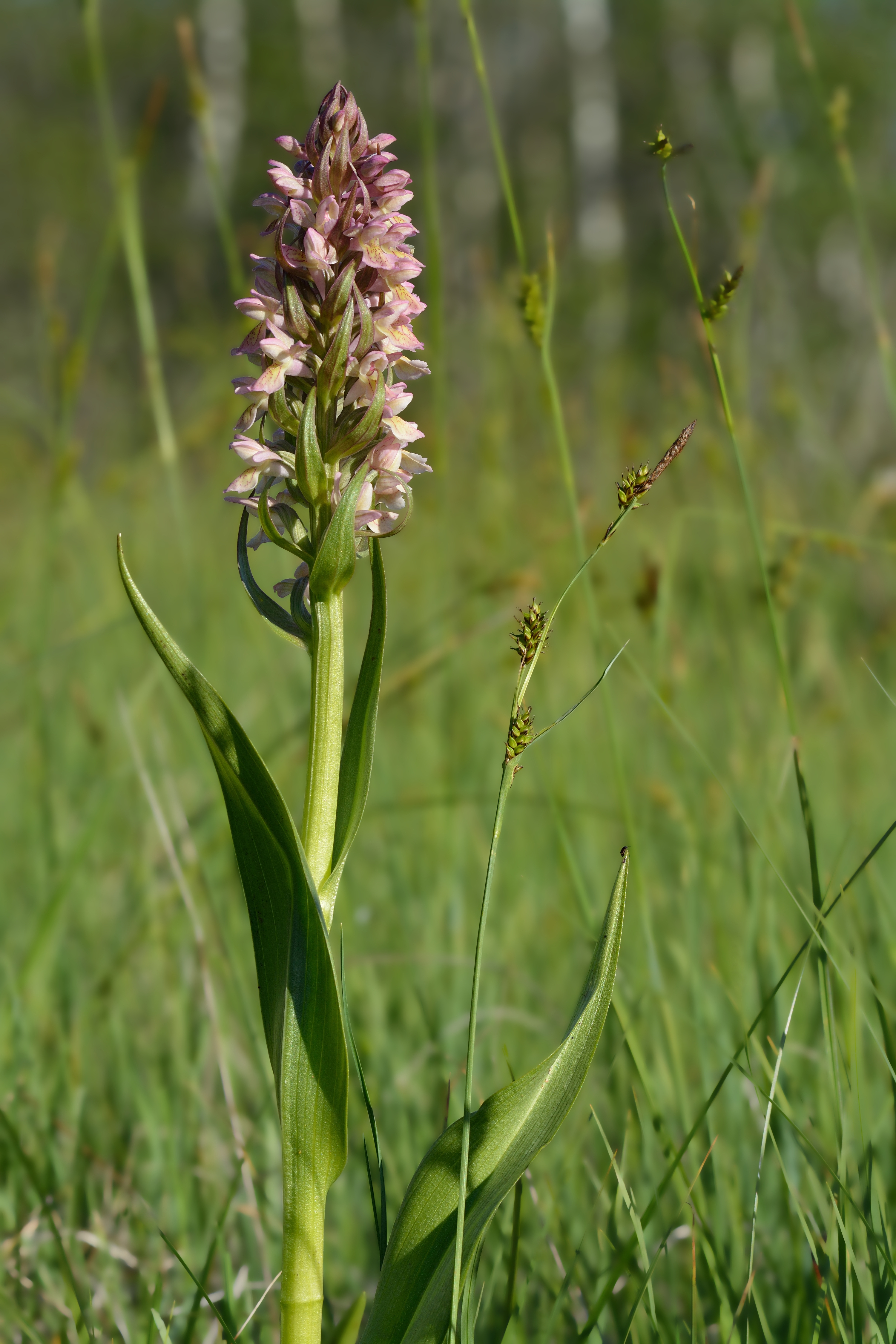

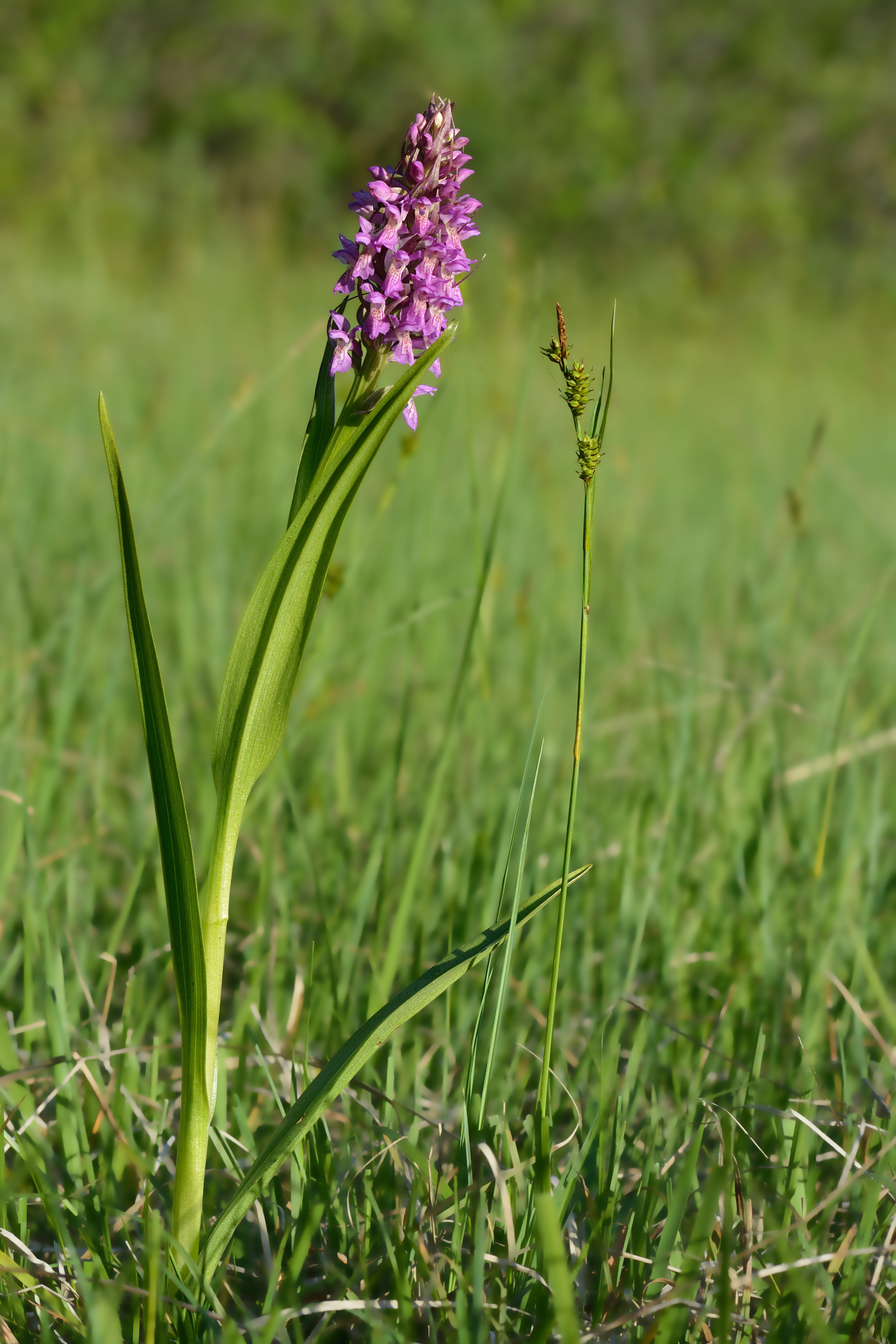

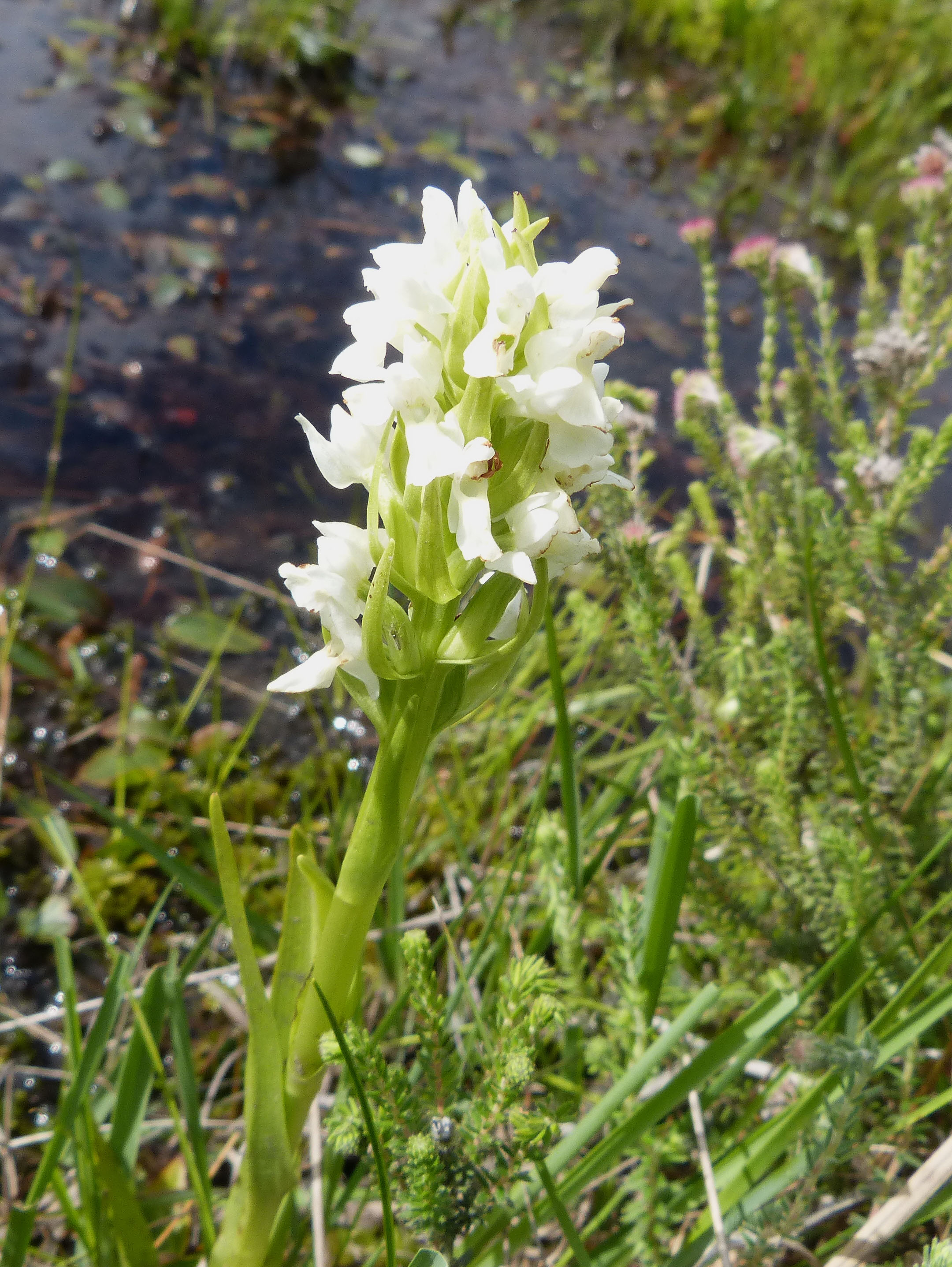
f. alba

 Dactylorhiza incarnata  (L.) Soó 1962 es una especie de orquídeas del género Dactylorhiza, subfamilia Orchidoideae, familia Orchidaceae estrechamente relacionadas con el género Orchis. Se distribuye por toda Europa, llegando hasta el Asia Central. Son de hábitos terrestres y tienen tubérculos.

## Etimología
Las orquídeas obtienen su nombre del griego όρχις "orchis", que significa testículo, por la apariencia de los tubérculos subterráneos en algunas especies terrestres. La palabra 'orchis' la usó por primera vez Teofrasto (371/372 - 287/286 a. C.), en su libro "De historia plantarum" (La historia natural de las plantas ). Fue discípulo de Aristóteles y está considerado como el padre de la botánica y de la ecología.
El nombre Dactylorhiza procede de las palabras griegas δάκτυλος "daktylos" (dedo) y ρίζα "rhiza" (raíz). Esto es por la forma de los 2 tubérculos subterráneos del género. Dactylorhiza estuvo anteriormente clasificada dentro del género Orchis.
"incarnata" de color "ercarnada" o "colorada"

Sinónimos
- Orchis incarnata L. 1755 (basónimo)
- Dactylorchis incarnata (L.) Verm. 1947
- Orchis angustifolia auct.,
- Orchis latifolia auct.
- Orchis strictifolia Opiz
- Dactylorhiza incarnata var. borealis (Neuman) Hyl.
- Dactylorhiza incarnata var. dunensis (Druce) Hyl.
- Dactylorhiza incarnata var. latissima (Zapal.) Hyl.
- Dactylorchis cruenta (O.F.Müll.) Verm.
- Dactylorhiza cruenta (O.F.Müll.).[1]

Nombres comunes
- Alemán: Fleischfarbenes Knabenkraut
- Español: Dactylorhiza encarnada
- Francés: Orchis incarnat
- Inglés: Meadow orchid, early marsh orchid

## Hábitat
Estas orquídeas se encuentran distribuidas a lo largo de la zona subartica y la parte templada del hemisferio Norte: desde Europa hasta Mongolia.

## Descripción
Estas orquídeas terrestres se desarrollan en suelos básicos y prados húmedos, linderos de bosques y en áreas donde la arboleda está clareando. Tienen tubérculos geófitos. En estos gruesos tallos subterráneos pueden almacenar gran cantidad de agua, que les permitan sobrevivir en condiciones de sequía. 
Poseen de 7 a 12 grandes hojas de oblongo-ovoides a elíptico-lanceoladas, moteadas de color púrpura. Desarrollan un tallo largo que alcanza una altura de 70-90 cm. Las hojas de la parte superior son más pequeñas que las hojas más bajas del tallo. 
Florecen en la primavera tardía o en principios de verano. La inflorescencia, cilíndrica, comparada con la longitud de la planta es más bien corta. Siendo un racimo compacto con unas 25-50 flores. Estas se desarrollan a partir de unos capullos axilares. Los colores predominantes son rosados, moteados con manchas más oscuras formando el dibujo de alas de mariposa en la parte central superior del labelo. 
Su sistema de polinización normalmente entomógamo, pero al estar desprovistas de néctar tienen que recurrir al mismo mecanismo de atracción que presentan otras orquídeas, como es el caso del género Orchis, que para atraer a los polinizadores las flores tienen que adquirir la apariencia de flores nectaríferas.

## Especies deDactylorhiza incarnata
- Dactylorhiza incarnata (L.) Soó : orquídea moteada (Europa a Mongolia)
  - Dactylorhiza incarnata var. baumgartneriana (B.Baumann, H.Baumann, R.Lorenz & Ruedi Peter) P.Delforge
  - Dactylorhiza incarnata subsp. coccinea : orquídea de principios de marzo (Gran Bretaña, Irlanda). Tubérculo geófito.
  - Dactylorhiza incarnata subsp. cruenta (Europa a Turquía). Tubérculo geófito
  - Dactylorhiza incarnata subsp. gemmana (oeste de Europa). Tubérculo geófito
  - Dactylorhiza incarnata subsp. incarnata (Europa a Mongolia). Tubérculo geófito
  - Dactylorhiza incarnata nothosubsp. krylovii (oeste de Europa a Siberia). Tubérculo geófito
  - Dactylorhiza incarnata subsp. lobelii (Noruega a Holanda). Tubérculo geófito.
  - Dactylorhiza incarnata subsp. ochroleuca (Europa). Tubérculo geófito.
  - Dactylorhiza incarnata subsp. pulchella (Europa). Tubérculo geófito.
  - Dactylorhiza incarnata nothosubsp. versicolor (Europa) Tubérculo geófito.

## Híbridos conDactylorhiza incarnata
Nota : nothosubspecies = una subespecie híbrida; nothovarietas = subvariedad.
- Dactylorhiza × aschersoniana (D. incarnata × D. majalis) (oeste & centro de Europa). 
  - Dactylorhiza × aschersoniana nothosubsp. aschersoniana (W. & C. Europe). Tubérculo geófito
  - Dactylorhiza × aschersoniana nothovar. templinensis (D. incarnata subsp. ochroleuca × D. majalis) (centro de Europa). Tubérculo geófito.
  - Dactylorhiza × aschersoniana nothovar. uliginosa (D. incarnata subsp.pulchella × D. majalis) (C. Europa). Tubérculo geófito
- Dactylorhiza × baicalica  (D. incarnata subsp. cruenta × D. salina) (Siberia)
- Dactylorhiza × bourdonii  (D. brennensis × D. incarnata) (Francia)
- Dactylorhiza × carnea  (D. incarnata × D. maculata subsp. ericetorum) (oeste de Europa)
  - Dactylorhiza × carnea  nothosubsp. ampolai (D. incarnata subsp. cruenta × D. maculata) (Europa). Tubérculo geófito
  - Dactylorhiza × carnea  nothosubsp. carnea (oeste de Europa) Tubérculo geófito
  - Dactylorhiza × carnea  nothosubsp. maculatiformis. (D. incarnata × D. maculata) (oeste de Europa). Tubérculo geófito
- Dactylorhiza × claudiopolitana (D. incarnata × D. schurii) (Europa).
- Dactylorhiza × flixensis (D. incarnata subsp. pulchella × D. traunsteineri.) (Suiza).
- Dactylorhiza × gabretana (D. incarnata × D. maculata × D. sambucina) (Europa).
- Dactylorhiza × genevensis (D. incarnata × D. latifolia × D. maculata) (Europa).
- Dactylorhiza × guilhotii (D. incarnata × D. viridis) (oeste de Europa)
- Dactylorhiza × guillaumeae (D. incarnata × D. sambucina) (oeste de Europa)
- Dactylorhiza × ishorica (D. incarnata × D. longifolia) (Rusia europea)
- Dactylorhiza × kerneriorum (D. fuchsii × D. incarnata) (Europa)
  - Dactylorhiza × kerneriorum nothosubsp. kerneriorum (Europa). Tubérculo geófito
  - Dactylorhiza × kerneriorum nothosubsp. lillsundica (D. fuchsii × D. incarnata subsp. ochroleuca) (norte & oeste de Europa). Tubérculo geófito
  - Dactylorhiza × kerneriorum nothosubsp. variablis (D. fuchsii subsp. hebridensis × D. incarnata) (oeste de Europa) Tubérculo geófito
- Dactylorhiza × latirella (D. incarnata × D. purpurella) (oeste de Europa)
- Dactylorhiza × lehmannii (D. incarnata × D. russowii) (Europa)
- Dactylorhiza × mulignensis (D. incarnata subsp. pulchella × D. majalis) (centro de Europa)
- Dactylorhiza × ornonensis (D. elata subsp. sesquipedalis × D. incarnata × D. maculata) (oeste de Europa)
- Dactylorhiza × renzii (D. incarnata × D. nieschalkiorum) (Turquía)
- Dactylorhiza × serbica (D. incarnata × D. saccifera) (Europa)
- Dactylorhiza × vogtiana (D. iberica × D. incarnata) (Turquía)
- Dactylorhiza × weissenbachiana (D. incarnata × D. lapponica) (centro de Europa)